# Ambutrix
Ambutrix är en kommun i departementet Ain i östra Frankrike. Kommunen ligger  i kantonen Lagnieu som ligger i arrondissementet Belley. Kommunens areal är 5,22 km². År 2022 hade Ambutrix 764 invånare.

## Befolkningsutveckling
Antalet invånare i kommunen Ambutrix
Referens: INSEE